# أمين سر الحكومة (بنغلاديش)
الوزير الحكومي يعني الوزير (بما في ذلك الوزير بالإنابة) في حكومة جمهورية بنغلاديش الشعبية كونه الرئيس الإداري لقسم أو وزارة. وقد استفادت الحكومة من المشكلات التي عانت منها المعارضة القومية. وقد خاطب الرئيس كل رؤساء الأوبازيلا (الأحياء) في أربعة تجمعات شعبية. ولم يعلن رؤساء الأوبازيلا عن تعهدهم بدعم سياسات الإرشاد العام إلا مؤخرًا. وقد رد النظام الجميل من خلال تمديد فترة رئيس الأوبازيلا من 3 سنوات إلى 5 سنوات، مما أدى إلى مساواة، تلك الفترة مع نائب الوزير في الحكومة ورتبة الرائد (ميجور) العسكرية. كما تفكر الحكومة كذلك في احتمالية تضمين رئيس مجلس الأوبازيلا في العديد من المنتديات التنموية على الصعيد القومي. ويتم دعم كل هؤلاء الوزراء من خلال الوزارة الإضافية والوزارة المشتركة ونائب الوزير والوزير المدعوم.[بحاجة لمصدر]